# Helixotionella scutata
Helixotionella scutata is een mosdiertjessoort uit de familie van de Otionellidae. De wetenschappelijke naam van de soort is voor het eerst geldig gepubliceerd in 1984 door Cook & Chimonides.